# أوليانا كليويفا
أوليانا كليويفا (من مواليد 30 يونيو 2002) لاعبة غطس روسية تنافست في حدث القفز على ارتفاع 3 أمتار للسيدات في بطولة العالم للألعاب المائية 2019 في غوانغجو، كوريا الجنوبية. حيث احتلت المركز 22 في الجولة التمهيدي.
في عام 2018 فازت بالميدالية الفضية في حدث قفز 3 متر للفتيات في دورة الألعاب الأولمبية الصيفية للشباب 2018 التي أقيمت في بوينس آيرس، الأرجنتين. شاركت أيضًا في حدث الفريق المختلط. في عام 2019 فازت مع فيتاليا كوروليفا بالميدالية الذهبية في حدث منصة قفز 3 متر متزامن للسيدات في بطولة الغوص الأوروبية 2019 التي أقيمت في كييف، أوكرانيا. أنهت كليويفا ورسلان تيرنوفوي المركز الخامس في حدث التزامن المختلط بطول 3 أمتار. في حدث القفز على ارتفاع 3 أمتار للسيدات، احتلت المركز الحادي عشر.
في عام 2021، فازت كليويفا وفيتاليا كوروليفا بالميدالية البرونزية في حدث القفز المتزامن 3 أمتار للسيدات في بطولة الألعاب المائية الأوروبية 2020 التي أقيمت في بودابست، المجر.